# Svenstorpssjön
Svenstorpssjön är en sjö i Hässleholms kommun i Skåne och ingår i Rönne ås huvudavrinningsområde. Sjön har en area på 0,272 kvadratkilometer och ligger 93 meter över havet. Sjön avvattnas av vattendraget Ybbarpsån. Vid provfiske har bland annat abborre, braxen, gädda och gös fångats i sjön.

## Delavrinningsområde
Svenstorpssjön ingår i det delavrinningsområde (622408-135447) som SMHI kallar för Utloppet av Svenstorpssjön. Medelhöjden är 95 meter över havet och ytan är 0,78 kvadratkilometer. Räknas de 3 avrinningsområdena uppströms in blir den ackumulerade arean 10,05 kvadratkilometer. Ybbarpsån som avvattnar avrinningsområdet har biflödesordning 2, vilket innebär att vattnet flödar genom totalt 2 vattendrag innan det når havet efter 72 kilometer. Avrinningsområdet består mestadels av skog (61 %) och jordbruk (10 %). Avrinningsområdet har 0,83 kvadratkilometer vattenytor vilket ger det en sjöprocent på 11,7 %.

## Fisk
Vid provfiske har följande fisk fångats i sjön:
- Abborre
- Braxen
- Gädda
- Gös
- Mört
- Sarv